# آندره خورس
آندره خورس (هلندی: André Gevers؛ زادهٔ ۱۹ اوت ۱۹۵۲) ورزشکار اهل هلند است.
وی در مسابقات کشوری و بین‌المللی در مجموع برندهٔ ۱ مدال طلا شده‌است.